# NGC 6020
NGC 6020 est une galaxie elliptique située dans la constellation du Serpent. Sa vitesse par rapport au fond diffus cosmologique est de 4 396 ± 7 km/s, ce qui correspond à une distance de Hubble de 64,8 ± 4,5 Mpc (∼211 millions d'al). NGC 6020 a été découverte par l'astronome américain Truman Safford en 1866. Cette galaxie apparait aussi dans l'Index Catalogue de John Dreyer sous la désignation IC 1148. Cette galaxie a été observée une seule fois par Safford dans la nuit du 9 mai 1866, mais la double inscription de celle-ci vient d'une erreur de Dreyer qui ne s'est pas rendu compte qu'il avait déjà publié cette observation dans le catalogue NGC.
À ce jour, neuf mesures non basées sur le décalage vers le rouge (redshift) donnent une distance de 65,600 ± 26,005 Mpc (∼214 millions d'al), ce qui est à l'intérieur des valeurs de la distance de Hubble.

## Groupe de NGC 6052
Selon A. M. Garcia, NGC 6020 fait partie du groupe de NGC 6052. Ce groupe comprend au moins 13 membres. Les autres galaxies du groupe sont NGC 5975, NGC 6008, NGC 6030, NGC 6032, NGC 6052, NGC 6060, NGC 6073, IC 1132, CGCG 137-37, UGC 10127, UGC 10197 et UGC 10211.